# Gold Summit
"Gold Summit" es el sexto episodio de la miniserie de televisión de drama criminal estadounidense The Penguin, un spin-off de la película The Batman. El episodio fue escrito por el productor Nick Towne y dirigido por Kevin Bray. Se emitió por primera vez en HBO en Estados Unidos el 27 de octubre de 2024 y también estuvo disponible en Max en la misma fecha.
Ambientada poco después de los eventos de la película, la serie explora el ascenso al poder de Oswald "Oz" Cobb / Penguin (interpretado por Colin Farrell) en el submundo criminal de Ciudad Gótica, aliado con un joven llamado Victor ( Rhenzy Feliz), mientras también tiene que lidiar con la presencia de Sofia Falcone (Cristin Milioti), quien quiere respuestas sobre la desaparición de su hermano. En este episodio, Oz y Victor continúan reconstruyendo su imperio del Bliss, mientras Sofía y Salvatore Maroni (Clancy Brown) intentan encontrar el paradero de Oz.
Según Nielsen Media Research, el episodio fue visto por aproximadamente 0,324 millones de espectadores en hogares y obtuvo una participación de audiencia de 0,08 entre los adultos de 18 a 49 años. El episodio recibió críticas positivas de los críticos, quienes elogiaron las actuaciones, el tono emocional, el tono y el final.

## Trama
Con los dos cubos restantes de Bliss, Oz reorganiza su imperio criminal en el ferrocarril subterráneo. Algún tiempo después, el negocio de Bliss tomó impulso, con grandes bandas involucradas en su distribución. Sin embargo, Víctor comienza a preocuparse por las posibles repercusiones si se descubre su base de operaciones.
Sal se ha mudado con Sofía a su mansión, mientras se preparan para establecer su próximo movimiento contra Oz. Mientras que Sofía cree que las Tríadas le permanecerán leales, Sal está seguro de que se pondrán del lado de Oz debido al Bliss. Para enviar un mensaje, los secuaces de Sofía asesinan a los distribuidores de Oz y los cuelgan públicamente. Oz decide que en lugar de dejarlo en manos de las otras bandas, asigna a su equipo la tarea de dejar el Bliss por toda la ciudad de forma gratuita. Sofía y Sal entran en el apartamento de Oz, pero no encuentran nada de valor, ya que no tiene parientes conocidos. Mientras revisa su dormitorio, Sofía encuentra una foto firmada de Eve.
La demencia de Francis continúa empeorando, permaneciendo horas en agua fría en la bañera hasta que llega Oz para sacarla. Francis le hace prometer a Oz que la ayudará a morir antes de que su condición se agrave, a lo que él acepta de mala gana. Odiando que el vecindario, Crown Point, se haya quedado sin energía, Oz amenaza al concejal Hady para que lo restaure. Víctor es abordado por Squid, un miembro de una pandilla que inicialmente le encargó robar las llantas del auto de Oz, quien quiere tomar parte en su operación de drogas. Cuando Víctor se lo menciona a Oz, le deja claro que no será bienvenido. Víctor se lo cuenta a Squid, quien se vuelve agresivo y exige reunirse con Oz, amenazando con exponerlos si no lo hace. Víctor aparentemente obedece, pero en lugar de eso le dispara en el cuello, matándolo. Un conmocionado Víctor le informa a Oz que el problema fue resuelto, y a pesar de no decir que lo mató, Oz le dice que hizo lo correcto.
Sofía visita a Eve en su apartamento, y a pesar de apuntarla con una pistola, Eve no le tiene miedo, ya que fue ella quien llevó a Sofía hasta ella para proteger a las otras prostitutas. Eve no revelará nada sobre Oz, y que Oz mismo no la rescatará de todos modos. Luego, Sofía revela que Oz fue cómplice de Carmine en los asesinatos de las jóvenes por las que Sofía fue acusada de ser "el Ahorcado", lo que lleva a Eve a finalmente revelar que él se esconde en Crown Point; Sofía la perdona. Oz organiza una reunión llamada "Cumbre de Oro" entre todos los líderes de pandillas de la ciudad, pidiéndoles que cooperen en su lucha contra los Gigante, los Maroni y la élite superior. Zhao de las Tríadas no está convencido por el liderazgo de Oz, debido a su naturaleza traicionera, pero Oz los convence al revelar que mató a Alberto Falcone y que su control completo de la ciudad socavará a los ciudadanos ricos. La electricidad regresa a Crown Point, alarmando a Francis. Mientras Víctor la consuela, comienzan a bailar juntos, completamente inconscientes de que Sofía ha entrado en el apartamento con una palanca.

## Producción

### Desarrollo
El episodio fue escrito por el productor Nick Towne y dirigido por Kevin Bray. Fue el primer crédito como guionista para Towne y el primer crédito como director para Bray.

### Escritura
La creadora de la serie, Lauren LeFranc, explicó que el episodio incluiría un salto en el tiempo para hacer avanzar adecuadamente la operación Bliss en las historias principales: "Creo que la forma en que terminamos [el episodio] cinco, donde Oz y Victor bajan y Oz le cuenta a Victor sobre los túneles, y vemos esta capa subterránea potencialmente significativa para él. Parecía correcto saltar hacia adelante y verlo en acción, y luego también le da a la historia, a todos nuestros personajes, un poco de espacio para respirar".
Sobre la decisión de Victor de matar a Squid, Rhenzy Feliz explicó: "Creo que se mete en ello pensando totalmente que la jugada del dinero va a funcionar, y luego creo que es una cuestión de calor del momento en la que no hay mucho tiempo para tomar una decisión, pero [piensa] '¿cuáles podrían ser las consecuencias si lo dejas volver?' Así que sin tener mucho tiempo para pensar, tienes que tomar una decisión, y creo que antes de que sepa lo que está haciendo, lo está haciendo, lo que me pareció realmente emocionante de la manera en que cuando lo leí, pensé que era realmente genial".  También agregó: "Definitivamente fue una decisión consciente tener este arco desde él siendo quien es al principio hasta quien es al final y tener la confianza para hacer algunas de las cosas que hace". 
Cristin Milioti explicó la decisión de Sofía de perdonarle la vida a Eve: "Está claro que el número de cadáveres de Sofía en este punto del programa es muy alto, pero ella todavía tiene un código de ética de villana muy específico. No puede ser responsable de quitarle la vida a alguien de la forma en que se la acusa. Es casi como Tony Soprano con los Ducks. Ella perdona a un niño. No se involucrará en el tipo de asesinato del que se la acusa, especialmente cuando se conecta con alguien. Pero luego, cuando se trata de su familia, otras personas en el programa, ni siquiera es un pensamiento".

## Recepción

### Audiencia
En su emisión original en Estados Unidos, "Gold Summit" fue visto por un estimado de 0,324 millones de espectadores en hogares, con un 0,08 en el grupo demográfico de 18 a 49 años. Esto significa que el 0,08 por ciento de todos los hogares con televisor vieron el episodio.  Esto representó una disminución del 16% en la audiencia con respecto al episodio anterior, que fue visto por un estimado de 0,385 millones de espectadores en hogares, con un 0,09% en el grupo demográfico de 18 a 49 años. 

### Reseñas críticas
"Gold Summit" recibió críticas positivas de los críticos. El sitio web agregador de reseñas Rotten Tomatoes informó una calificación de aprobación del 100% para el episodio, con una calificación promedio de 8.1/10 y basada en 9 reseñas de críticos.
Tyler Robertson de IGN le dio al episodio un "aceptable" de 6 sobre 10 y escribió en su veredicto: "Incluso cuando parece que está dando vueltas en círculos, The Penguin todavía tiene suficiente fuerza para exprimir momentos cautivadores de sus personajes. Victor y Eve se enfrentan a las consecuencias de estar conectados con Oz, ganando una buena dosis de complejidad en el proceso. Pero mientras que "Gold Summit" hace el trabajo necesario para conducir hacia la batalla final entre Oz y Sofia, la sensación aparentemente interminable de preparación me hace esperar con impaciencia el inevitable clímax".
William Hughes, de The AV Club, le dio al episodio una calificación de "B+" y escribió: "Es posible, después de reflexionar, que este sea El Pingüino operando como se pretende: un drama tenso y de ritmo rápido que extrae la inquietud genuina de las personalidades dañadas que lo sustentan. (El momento emocionalmente más inquietante del episodio no tiene nada que ver con las travesuras de la mafia o las amenazas implícitas, sino que se produce cuando Oz y Vic se enzarzan en una inquietante rivalidad entre hermanos sobre la mejor manera de mantener feliz a Francis). Pero sigue sin demostrar que El Pingüino es una figura digna de este nivel de escrutinio televisivo. Aquí suceden cosas interesantes, se crean escenas interesantes, se despliegan actuaciones interesantes. Pero, ¿es esta una historia interesante? El jurado aún no ha decidido, lo que es una mala noticia con solo dos episodios por delante".
Andy Andersen de Vulture le dio al episodio una calificación de 4 estrellas de 5 y escribió: "No es un spoiler señalar que The Penguin trata sobre el ascenso de Oz Cobb al poder, y "Gold Summit" nos muestra lo que lo llevará a la cima de Gotham al final. Cada institución en ruinas de la ciudad, desde los pasillos de la justicia hasta las trastiendas de Crown Point, es un punto de presión que exige atención. Y Oz sabe que tienes que trabajar con todos ellos para gobernarlos a todos".  Josh Rosenberg de Esquire escribió: "Las pandillas aceptan. Brindan por su nuevo socio comercial y por "recuperar Gotham". Pero no hay descanso para los malvados: Sofía encuentra a la madre de Oz". 
Joe George de Den of Geek le dio al episodio una calificación de 4 estrellas de 5 y escribió: "Cuando admite que es un programa sobre personajes de Batman, The Penguin demuestra que los supervillanos también son personas, y que son personas interesantes y convincentes".  Nate Richard de Collider le dio al episodio una calificación de 9 de 10 y escribió: "Seguro, toda la historia de "Eat the Rich" se ha repetido hasta el cansancio en los últimos años, pero siempre ha tenido fuertes vínculos con la mitología de Batman. Nos hemos acostumbrado a las historias en Gotham donde Bruce Wayne se enfurruña en su mansión. En comparación, The Penguin es capaz de pintar con éxito un retrato no solo de uno de los mayores enemigos del Cruzado Enmascarado, sino también de esos grupos subrepresentados. Siempre hemos sabido que Gotham es una ciudad en ruinas, pero The Penguin logra mostrarnos por qué es como es". 
Lisa Babick de TV Fanatic le dio al episodio una calificación de 4 estrellas de 5 y escribió: "Todo su discurso de "los que tienen y los que no tienen" parecía un intento de los escritores de inyectar algún comentario social, pero no encajó del todo, incluso si apuntaba a mostrar a Oz en su mejor momento manipulador. El mensaje sonó forzado, un intento de profundidad que realmente no aterrizó en el duro mundo del crimen de alto riesgo. Después de todo, estos son señores del crimen, no matones callejeros de bajo nivel".  Chris Gallardo de Telltale TV le dio al episodio una calificación de 4.5 estrellas de 5 y escribió: "Aunque "Bliss" nos dio una idea de la trágica historia de fondo de Victor y cómo eventualmente se involucraría con Oz, "Gold Summit" lo pone a la vanguardia de las cosas. En este punto, él piensa que está por encima del viejo sistema, pero este episodio en realidad le da el empujón necesario". 